# Castellnou de Seana
Castellnou de Seana – gmina w Hiszpanii, w prowincji Lleida, w Katalonii, o powierzchni 16,32 km². W 2011 roku gmina liczyła 766 mieszkańców.